# تاكيو فوكودا
تاكيو فوكودا (باليابانية: 福田 赳夫 فوكودا تاكيو ) (14 يناير 1905 - 5 يوليو 1995) كان سياسي ياباني شغل منصب رئيس الوزراء الياباني السابع والستين في الفترة من 24 ديسمبر 1976– 7 ديسمبر 1978.

## وصلات خارجية
- تاكيو فوكودا على موقع الموسوعة البريطانية (الإنجليزية)
- تاكيو فوكودا على موقع مونزينجر (الألمانية)
- تاكيو فوكودا على موقع إن إن دي بي (الإنجليزية)